# 고우미촌 (나가노현)
고우미촌(일본어: 小海村)은 일본 나가노현 미나미사쿠군에 있던 촌이다. 현재의 고우미정에 해당한다.

## 역사
- 1889년 4월 1일 - 정촌제 시행에 의해 근세이후의 고우미촌이 단독으로 자치체를 형성하였다.
- 1956년 9월 30일 - 기타마키촌과 합병해 고우미정이 성립하여, 동일 고우미촌은 폐지되었다.

## 교통

### 철도
- 일본국유철도
  - 고우미선

## 참고문헌
- 角川日本地名大辞典 20 長野県